# Pipestone Creek (Oak Lake)
Der Pipestone Creek ist ein 360 km langer Zufluss des Oak Lake in den kanadischen Provinzen Saskatchewan und Manitoba. Als „pipestone“ wird gewöhnlich Catlinit, ein Tonstein, der auch zur Herstellung von Friedenspfeifen benutzt wurde, bezeichnet.

## Verlauf
Der Pipestone Creek weist fast auf seiner gesamten Länge zahlreiche enge Flussschlingen auf. Er entspringt 8,5 km südlich von Grenfell in Saskatchewan. Das Quellgebiet liegt auf einer Höhe von etwa 650 m. Der Pipestone Creek durchfließt anfangs den kleinen Pipestone Lake und fließt in der Folge etwa 150 km in überwiegend ostsüdöstlicher Richtung. Anschließend wendet sich der Pipestone Creek allmählich nach Südosten. Bei Flusskilometer 182 wird der Fluss auf einer Länge von 9 km zum Moosomin Lake aufgestaut. 2 km nördlich von Reston wendet sich der Pipestone Creek nach Osten. Auf den letzten 9,5 km wird das Wasser des Pipestone Creek über einen Kanal zum Westufer des Oak Lake geleitet. Der Pipestone Creek entwässert ein etwa 4300 km² großes Areal.

## Hydrologie
Am Abflusspegel 05NG003 am Highway 252 gelegen 32 km oberhalb der Mündung wird ein mittlerer Abfluss (MQ) von 1,91 m³/s gemessen. Der größte mittlere monatliche Abfluss tritt im April mit 9,01 m³/s auf. In den Folgemonaten Mai und Juni führt der Fluss noch im Mittel überdurchschnittlich viel Wasser.